# امیرآباد (کندوله)
امیرآباد یک روستا در ایران است که در دهستان کندوله در شهرستان صحنه استان کرمانشاه واقع شده‌است. امیرآباد ۳۰ نفر جمعیت دارد.

## جمعیت
این روستا در بخش دینور قرار دارد و براساس سرشماری مرکز آمار ایران در سال ۱۳۸۵، جمعیت آن ۳۰ نفر (۶ خانوار) بوده‌است.